# Прапор Донецької області
Пра́пор Доне́цької о́бласті — офіційний символ Донецької області, затверджений 17 серпня 1999 року. Автор — Щербак Ніна Григорівна.

## Опис
Прапор області є прямокутним полотнищем зі співвідношенням сторін 2:3, розділеним горизонтально порівну. У верхній частині на блакитному тлі жовте сонце, що сходить, з 12 променями, в нижній чорній — п'ять жовтих овалів, один під іншим.
Верхнє поле символізує схід України. Нижнє — вугілля, землю, нічне Азовське море з золотими (жовтими) відблисками.